# Candidatus Carsonella ruddii
Espèce
Candidatus Carsonella ruddii est une bactérie qui possède le plus petit génome caractérisé à ce jour. Le génome circulaire est constitué de seulement 159 662 paires de bases codant 182 protéines. A titre de comparaison, le petit génome de la bactérie parasite Mycoplasma genitalium est constitué de 580 000 paires de bases, celui d'Escherichia coli entre 4,6 et 5 millions de paires de bases.
Cette bactérie vit en endosymbiose dans les cellules d’insectes phlomophages (se nourrissant de la sève élaborée des végétaux) et plus particulièrement dans psyllide. La présence de la bactérie est indispensable à la vie cellulaire de l'hôte. Cette bactérie est incapable de se développer sans son hôte, et est donc incultivable en laboratoire. 
Elle se divise dans les cellules de son hôte, mais ne se propage entre individus que par transmission verticale (d’un parent à sa descendance). Carsonella ruddii pourrait ainsi être en train de se transformer en organite cellulaire.